# Rhaphiomidas episcopus
Rhaphiomidas episcopus is een vliegensoort uit de familie Mydidae. De wetenschappelijke naam van de soort is voor het eerst geldig gepubliceerd in 1877 door Carl Robert Osten-Sacken.
De soort komt voor in Mexico.